# Sherman (Nova York)
Sherman és una població dels Estats Units a l'estat de Nova York. Segons el cens del 2000 tenia 714 habitants.

## Demografia
Segons el cens del 2000, Sherman tenia 714 habitants, 287 habitatges, i 198 famílies. La densitat de població era de 332,1 habitants per km².
Dels 287 habitatges en un 34,1% hi vivien nens de menys de 18 anys, en un 53% hi vivien parelles casades, en un 12,2% dones solteres, i en un 30,7% no eren unitats familiars. En el 27,2% dels habitatges hi vivien persones soles el 16% de les quals corresponia a persones de 65 anys o més que vivien soles. El nombre mitjà de persones vivint en cada habitatge era de 2,48 i el nombre mitjà de persones que vivien en cada família era de 2,99.
Per edats la població es repartia de la següent manera: un 26,6% tenia menys de 18 anys, un 9,4% entre 18 i 24, un 25,2% entre 25 i 44, un 24,4% de 45 a 60 i un 14,4% 65 anys o més.
L'edat mediana era de 37 anys. Per cada 100 dones de 18 o més anys hi havia 88,5 homes.
La renda mediana per habitatge era de 30.583 $ i la renda mediana per família de 37.857 $. Els homes tenien una renda mediana de 26.645 $ mentre que les dones 20.833 $. La renda per capita de la població era de 15.266 $. Entorn del 7,2% de les famílies i el 10,6% de la població estaven per davall del llindar de pobresa.